# Stazione di Torregrotta
La stazione di Torregrotta è una fermata intermedia della linea ferroviaria Palermo-Messina al servizio della cittadina di Torregrotta e dei paesi circostanti. Attivata nel 2009, ha sostituito l'antica stazione risalente ai primi del novecento.

## Storia
La costruzione della stazione fu parte integrante della realizzazione della variante di tracciato a doppio binario della ferrovia Palermo-Messina compresa tra le stazioni di Rometta e Pace del Mela i cui lavori furono appaltati nel 1999 e avviati nei primi mesi del 2000. Il progetto originario prevedeva un percorso differente rispetto a quello affettivamente realizzato poiché nel 1989 fu approvata dal Consiglio Comunale torrese una variante che spostava la nuova linea a monte dell'abitato di Monforte Marina e la nuova stazione ferroviaria a ridosso dell'autostrada A20.
La prima fase di edificazione fu caratterizzata dalla controversia tra Italferr, istituzioni locali e abitanti della prospiciente via Luigi Pirandello che, presidiando l'area di cantiere, si opposero al progetto esecutivo dell'opera che prevedeva l'abbattimento di alcuni edifici civili. La vicenda si concluse con l'accordo tra le parti per la quantificazione dell'equo indennizzo.
Nel 2001 un movimento franoso causò il crollo parziale della costruenda galleria Scianina - Tracoccia, all'ingresso lato Messina della fermata, coinvolgendo anche la stabilità della sovrastante galleria autostradale della A20. L'evento segnò l'inizio di un contenzioso con l'accumularsi di notevoli ritardi. La ricostruzione del tunnel terminò, infatti, soltanto il 29 settembre 2008.

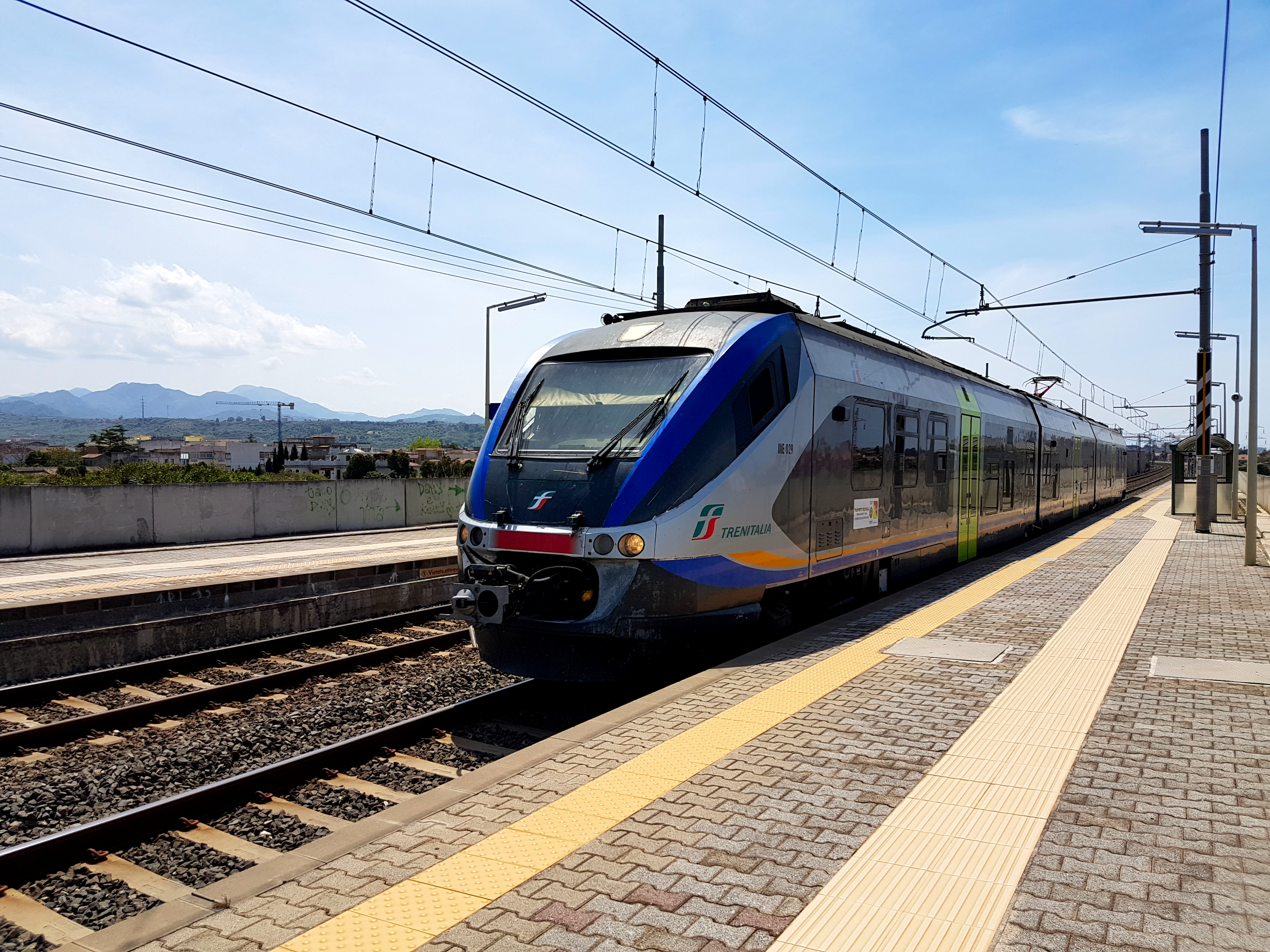
Treno regionale al binario 1

I lavori di costruzione si conclusero nel 2009 ed il 23 novembre dello stesso anno la stazione fu aperta al pubblico in sostituzione della storica stazione di Roccavaldina-Scala-Torregrotta.
Rispetto al progetto, nella fermata non furono realizzate le pensiline in cemento armato come emerso nell'operazione antimafia Eris condotta nel 2006 dai Carabinieri del Ros in cui si faceva luce sui rapporti tra mafia e imprenditori nell'ambito della realizzazione del raddoppio ferroviario.

## Strutture e impianti
La stazione di Torregrotta è situata al km 200+561 del tracciato della ferrovia Palermo-Messina, in un tratto di linea realizzato in rilevato a ridosso dell'autostrada Palermo-Messina e a poca distanza dalla Strada Statale 113. Si trova inoltre nei pressi di uno snodo stradale rappresentato dall'incrocio tra il Viale laterizi e il Viale Europa. La fermata interseca quest'ultima strada tramite un cavalcavia nelle cui adiacenze vi sono due distinti accessi che, tramite rampe di gradini, conducono dai marciapiedi stradali a quelli di stazione. Non essendo presente un fabbricato viaggiatori, la dotazione infrastrutturale è costituita soltanto da pensiline metalliche lungo i marciapiedi oltre agli arredi standard quali panchine, bacheca orari e obliteratrici. Il fascio binari della stazione è costituito da due binari non interconnessi e senza segnali fissi di protezione. La circolazione dei treni è gestita e controllata dalla sala controllo di Palermo tramite il Sistema di Comando e Controllo (SCC) di RFI.

## Movimento

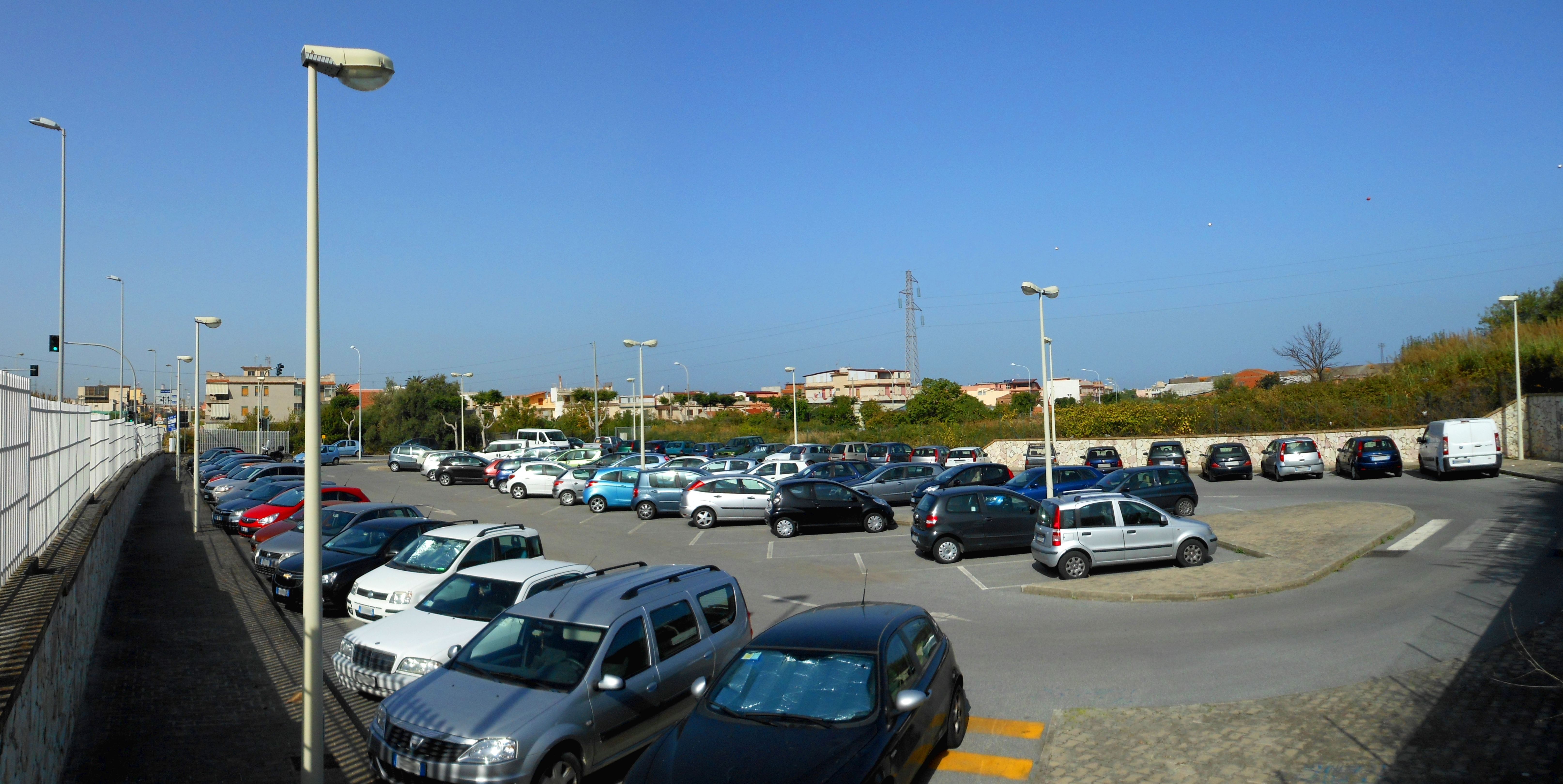
Il parcheggio della stazione

La stazione svolge solo servizio viaggiatori ed è servita da treni regionali svolti da Trenitalia che, in base alle tabelle orarie ferroviarie, assicurano collegamenti con il capoluogo provinciale e con le principali località della costa tirrenica siciliana. L'impianto è a servizio di Torregrotta e del suo comprensorio servendo anche i paesi di Monforte San Giorgio, Roccavaldina e Valdina, oltre che gli utenti della soppressa fermata di Venetico.

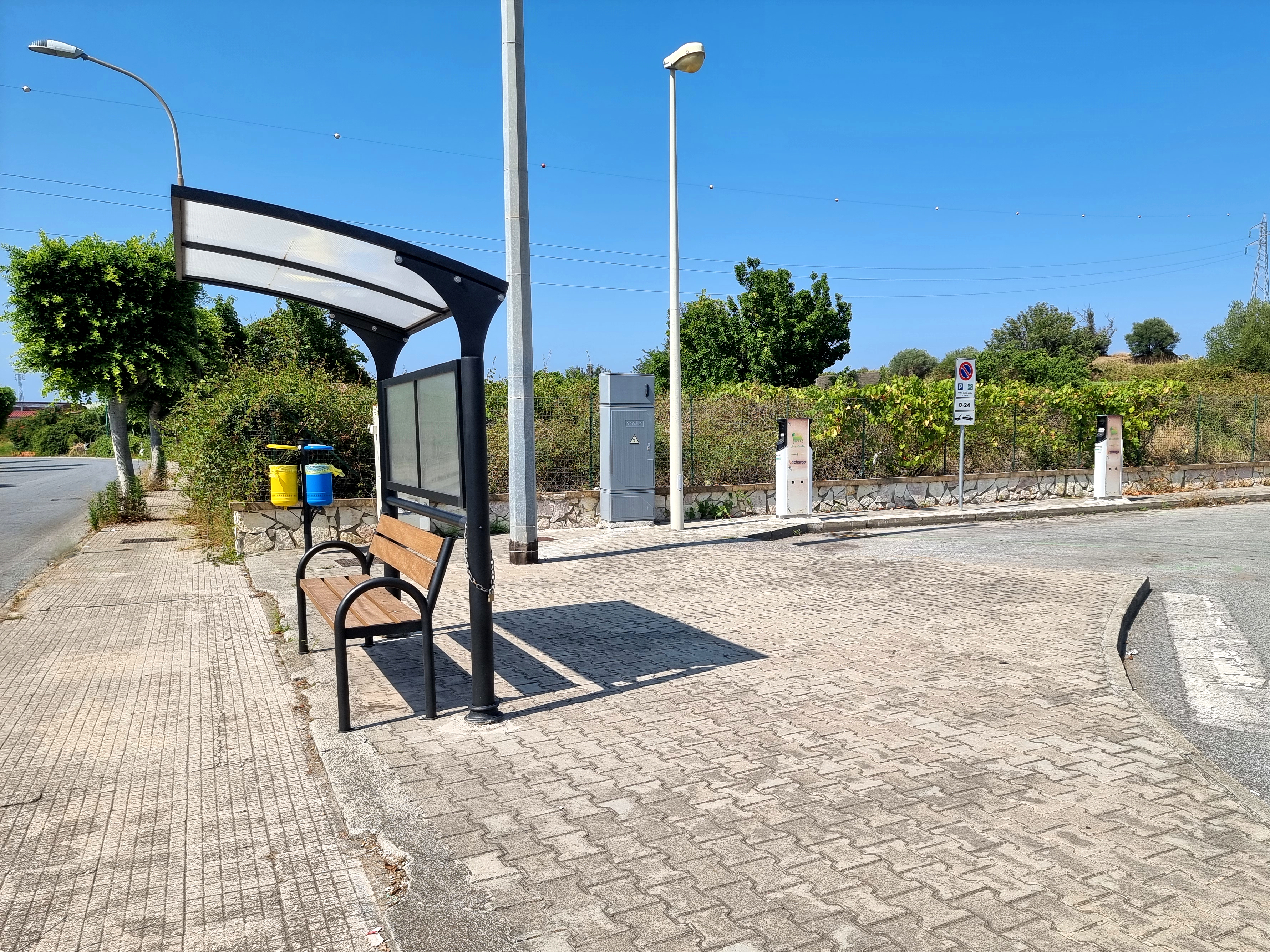
Fermata autobus e stazione di ricarica per veicoli elettrici presso il parcheggio della stazione

## Servizi
In base alla classificazione commerciale operata da RFI, la stazione è inserita nella categoria bronze. Le banchine a servizio dei binari sono collegate tra loro tramite un passaggio pedonale che funge da sottopassaggio al di sotto del cavalcavia presente in stazione. L'area dedicata al traffico passeggeri è inoltre dotata di un impianto di videosorveglianza e della diffusione sonora con le informazioni ai viaggiatori.
- Annuncio sonoro treni in arrivo, in partenza e in transito

## Interscambi
Esternamente vi è un piazzale che dispone di circa 70 posti auto e di stazione di ricarica per veicoli elettrici con due colonnine gestite da Eni Plenitude.
Diverse linee di autobus, attraverso un servizio interurbano, collegano la stazione con tutti i paesi del circondario. 
- Fermata autobus
- Parcheggio di superficie
- Stazione di ricarica veicoli elettrici